# Hugo Gambini
Hugo Gambini (Buenos Aires, Argentina, 8 de octubre de 1934-ibíd. 19 de junio de 2019) fue un periodista e historiador argentino. Fue reportero, cronista y redactor, trabajó en los más variados aspectos del periodismo, entre ellos, la crónica diaria, la nota semanal, el reportaje, la investigación y la columna de opinión. Lo hizo en periódicos, agencias noticiosas, diarios, revistas, emisoras de radio y canales de televisión. Trabajó en El Avisador Mercantil, Crónica, Crítica, El Economista, Leoplán, Noticias Gráficas, La Opinión, Panorama, Primera Plana, Siete Días, y Vea y Lea, publicó notas firmadas en los diarios La Nación, Clarín, El Día y Diario Popular. Hizo labor periodística en radio y televisión y en 1973 fundó la revista Redacción, que dirigió durante 30 años.

## Su iniciación en el periodismo
A los 18 años se afilió al Partido Socialista y comenzó a trabajar en la 
Compañía Nobleza de Tabacos. En 1957 cuando estaba mirando el archivo de La Vanguardia, que por entonces dirigía Alicia Moreau de Justo en las viejas oficinas incendiadas de la Casa del Pueblo, un amigo, periodista de la publicación, lo envió de apuro a entrevistar al secretario del Sindicato de Telefónicos que estaba en conflicto, y a partir de allí comenzó su labor en el medio de prensa. Cuando David Tieffenberg asumió la dirección del medio, nombró a Gambini jefe de redacción, concediéndole cierta libertad de acción.
Gambini también trabajó en la revista Sagitario, que dirigía Carlos Sánchez Viamonte, sobre quien recordaba que le enseñó a escribir “primer mandatario” en vez de “jefe de estado”, dado que el presidente cumple un mandato del pueblo. 
Después pasó por el diario Crítica hasta que cerró en 1962.
Asimismo, trabajó en revistas como Leoplán y Vea y Lea, y pasó por el diario Crónica, donde fue colocado por el propietario-director, Héctor Ricardo García, a cargo de 'Política Internacional', una sección por la que no sentía gran interés.

## En 'Primera Plana'
Sin dejar Crónica, ingresó a Primera Plana, dirigida por Jacobo Timerman, quien una vez lo llamó para que mejorara su redacción, diciéndole: “En Crónica escriba para Crónica y aquí para Primera Plana, porque si lo hace al revés lo van a echar de los dos lados”. En la revista conoció dos estilos diferentes: el de Luis González O’Donnell, que consistía en desarrollar una teoría en cada nota, a construir una hipótesis y luego demostrarla con información y el de Ramiro de Casasbellas, para el cual no había teorías sino historias, lo que exigía más imaginación, y en cada historia había que describir a los protagonistas, no calificarlos.
En las grandes investigaciones se recolectaba toda clase de datos por medio de varios cronistas, que luego eran ensamblados por un redactor de primera calidad, como Ernesto Schoo, Tomás Eloy Martínez o Norberto Firpo. 
En Primera Plana encargaron a Gambini recolectar testimonios para una sección titulada Historia del Peronismo. Esta labor se vio favorecida por el hecho de que un conjunto de ministros y funcionarios de Perón que todavía vivían estaba contrariado con él por haberlos ido desplazando, por lo que hablaban libremente tanto de sus gestiones, como de hechos no conocidos, que el propio Perón negaba. Esto generó infinidad de cartas de lectores, que iban corrigiendo datos y agregando nuevos testimonios que enriquecían la sección. Con el paso de los años, ese material le permitió escribir los dos primeros tomos de su obra Historia del Peronismo.
En la revista también trabajaba Osiris Troiani, del que Gambini recuerda que decía, refiriéndose a los ataques contra el presidente Illia, en medio de tanta conspiración sindical y militar, que “si seguimos serruchando la rama del árbol donde estamos sentados, fatalmente nos vamos a caer”. Así fue como llegó la dictadura militar que derrocó a Illia pero también la clausura de la revista el 4 de agosto de 1969.

## Trabajo en otros medios de prensa
Después de Primera Plana trabajó en Panorama y en Siete Días y pasó, por poco tiempo, por La Opinión donde observó, dice Gambini, “una generación de jóvenes talentosos […] más interesados en hacer la revolución social antes que el periodismo”. 
Gambini también se desempeñó en la radio y la televisión, donde su experiencia en tratar a los políticos le permitía entrevistar a ministros con la misma naturalidad que a jóvenes militantes. Estuvo en el programa Matinata, en Radio El Mundo, y en Derecho a Réplica, por Canal 9.
Al llegar una nueva dictadura militar en 1976, en los medios de prensa en lugar de llegar instrucciones llegaban órdenes; Gambini se tuvo que ir e ingresó en la lista de periodistas prohibidos por el gobierno.
En 1982 dirigió la obra Crónica Documental de las Malvinas. Al año siguiente, con la ayuda del préstamo de un amigo, fundó la revista Redacción. Este medio perduró 30 años y en él escribieron José Luis Romero, Jorge García Venturini, Ezequiel Gallo, Kive Staiff, Osiris Troiani, Rodolfo Pandolfi, Enrique Pezzoni, Oscar Troncoso, Jorge Aráoz Badí, Armando Alonso Piñeiro, Héctor Grossi, Analía Roffo y Pablo Mendelevich, entre otros. Se recuerda cómo anunciaban la victoria de Alfonsín, cuando todos creían que ganaba Ítalo Luder.
Alfonsín lo nombró presidente de Télam. Estuvo cuatro meses en el cargo y pasó a conducir Interpelación, un programa televisivo que convocaba a ministros, senadores y diputados, hasta que durante la presidencia de Menem fue relevado y pasó a participar como invitado en el programa Polémica en el Bar, que había creado Gerardo Sofovich. 
Más tarde, en 1994 por ATC y junto al periodista económico Luis Beldi, conduciría el ciclo "El bueno y el malo", y "Apenas Ayer" en 1997.
Finalmente recaló escribiendo notas en La Nación.

## Libros y distinciones
En 1968 publicó El Che Guevara, con gran éxito de ventas y ganador del Premio Planeta a la mejor biografía. En 1969 escribió El 17 de Octubre de 1945. En 1999 apareció su Historia del Peronismo. El poder total (1943-1951), en 2001 el segundo tomo La obsecuencia (1952-1955), en 2006 publicó la biografía Arturo Frondizi. El estadista acorralado e Historia del Peronismo. La violencia (1956-1983). En 2017 escribió junto con Ariel Kocik Crímenes Y Mentiras. Las Prácticas Oscuras de Perón.
Fue distinguido con la Orden del Toro Lisandro de la Torre (1972); el Premio de Periodismo Mariano R. Castex (1977), la Cruz de Plata Esquiú (1985) y el Premio Konex en Comunicación - Periodismo Diploma al Mérito - Gráfica Periódica (1987). En 2007 ingresó como miembro de la Academia Nacional de Periodismo ocupando el sillón académico de José Varas.
Hugo Gambini aparece en un reportaje en el filme ...(Puntos suspensivos), de 1970.

## Fallecimiento
Desde 2017 vivía solo en un hotel de CABA, luego de haberse separado. En mayo de 2019, Gambini fue diagnosticado con leucemia. Un mes después, el miércoles 19 de junio de 2019, fue internado en el Sanatorio Otamendi, donde fallecería algunas horas después, pasadas las 22 hs.